# 阿尔莫阿哈
阿尔莫阿哈，是西班牙阿拉贡自治区特鲁埃尔省的一个市镇。总面积26平方公里，总人口16人（2018年），人口密度1人/平方公里。